# アシュテッド・グループ
アシュテッド・グループ（英: Ashtead Group plc）は、イギリス・ロンドンに本拠を置き、イギリスとアメリカ合衆国を中心に事業を展開する建設機械・産業機械レンタル企業。ロンドン証券取引所上場企業（LSE: AHT）。

## 沿革
1947年、ロンドン近郊・サリー州の村であるアシュテッドで、Ashtead Plant and Tool Hireの名称で設立された。1984年にイギリス南東部の企業買収を契機にアシュテッド・グループを形成し、1986年にロンドン証券取引所に上場、1990年にアメリカ・ノースカロライナ州に本拠を置くSunbelt Rentals,Inc（現在の本拠はサウスカロライナ州）とテクノロジーレンタル事業を買収し、英米両国にわたる企業へと発展した。 2000年にレントキル・イニシャルのアメリカにおける設備機器レンタル事業を買収、また2005年にNationsRentを買収の上、いずれもSunbelt Rentalsと併合し、北米事業を倍増させた。また2006年にLux Traffic Controls Limitedを買収し、イギリス最大の産業機器レンタル企業となる一方、事業の選択集中を目的に2008年、テクノロジーレンタル事業（Ashtead Technology Rentals）を売却した。
アシュテッド・グループのレンタル事業は、Sunbelt Rentals（サンベルト・レンタルズ）のブランド名で行われており、高所作業車、バックホー、掘削機、フォークリフトなどの大型機械から、パワーソー、はしご、ポンプなどの小型機器まで扱われている。イギリスでは第1位、アメリカ・カナダではユナイテッド・レンタルズに次ぐ第2位の市場シェアを有しており、収益の85％をアメリカ・カナダ両国であげている。